# Ермураки, Тимофей Михайлович
Тимофей Михайлович Ермураки — молдавский советский хозяйственный, государственный и политический деятель, Герой Социалистического Труда.

## Биография
Родился в 1920 году в селе Верхняя Жора. Член КПСС с 1957 года.
С 1944 года — на хозяйственной, общественной и политической работе. В 1944—1982 гг. — колхозник, агроном, председатель ордена Трудового Красного Знамени колхоза «Победа» села Минжир Леовского района Молдавской ССР.
Указом Президиума Верховного Совета СССР от 23 июня 1966 года присвоено звание Героя Социалистического Труда с вручением ордена Ленина и золотой медали «Серп и Молот».
Избирался депутатом Верховного Совета Молдавской ССР 6-го и 8-го созывов.
Умер в Минжире в 1982 году.